# Гвинтове
Гвинтове́ — село в Україні, у Конотопському районі Сумської області. Населення становить 769 осіб. До 2020 орган місцевого самоврядування — Гвинтівська сільська рада.

## Географія
Село Гвинтове розташоване на березі річки Єзуч, вище за течією на відстані 2.5 км розташоване село Анютине, нижче за течією на відстані 1.5 км розташоване село Нечаївка. На відстані 1 км розташоване село Коновалове.
Біля села багато іригаційних каналів.

## Назва
Назва села походить від назви річки Гвинтівки, притоки річки Єзуч. Назва річки, за припущеннями істориків, походить від імені давнього кельтського язичницького божества Гвінтія (бог вітру).

## Історія

Братська могила радянських воїнів та пам'ятник воїнам-землякам

- На околиці села знайдено поселення бронзового періоду, раннішньої залізної доби та розвинутого середньовіччя.
- За даними на 1862 рік у казеному селі Гвинтова (Красни) Путивльського повіту Курської губернії мешкало 1671 особа (791 чоловіків та 802 жінки), налічувалось 180 дворових господарств, існувала православна церква[1].
- Станом на 1880 рік у колишньому власницькому селі, центрі Гвинтівської волості, мешкало 1716 осіб, налічувалось 272 дворових господарства, існували православна церква та школа[2].
- Село постраждало внаслідок геноциду українського народу, проведеного урядом СССР 1932—1933 та 1946–1947 роках, встановлено смерті не менше 36 людей[3].
  - 12 червня 2020 року, відповідно до розпорядження Кабінету Міністрів України № 723-р «Про визначення адміністративних центрів та затвердження територій територіальних громад Сумської області», село увійшло до складу Буринської міської громади[4].
  - 19 липня 2020 року, в результаті адміністративно-територіальної реформи та ліквідації Буринського району, увійшло до складу новоутвореного Конотопського району[5].

## Економіка
- КСП «Нива».
- «Сад», фермерське господарство.

## Соціальна сфера
- Дитячий садок.
- Будинок культури (використовується в рекреаційних цілях)
- Лікарня (за свідченнями однієї поважної особи, не функціонує)
- Центр ректальної реабілітації